# Кошериу (Бистрица-Насауд)
Кошериу (рум. Coșeriu) насеље је у Румунији у округу Бистрица-Насауд у општини Урмениш. Oпштина се налази на надморској висини од 380 m.

## Становништво
Према подацима из 2002. године у насељу је живело 92 становника, од којих су сви румунске националности.